# Byakuyakō
Byakuyakō (conosciuto in inglese come "Journey Under a Midnight Sun"-Viaggio sotto il Sole di Mezzanotte) è un dorama stagionale invernale in 11 puntate prodotto dalla Tokyo Broadcasting System e mandato in onda nel 2006: vede come protagonisti Takayuki Yamada ed Haruka Ayase, la coppia di attori di Sekai no chūshin de, ai o sakebu, il dorama drammatico di 2 anni precedente e prodotto dallo stesso identico staff.
La storia è basata sul romanzo di genere mistery Byakuyakō pubblicato per la prima volta su rivista e divenuto poi nel 1999 un best seller dello scrittore di polizieschi e spy story Keigo Higashino, autore di molti libri divenuti poi film e/o dorama drammatici di successo, come Ryūsei no kizuna, Meitantei no okite, Shinzanmono e Himitsu.
La fiction televisiva stata poi seguita nel 2009 da una pellicola cinematografica coreana intitolata Baekyahaeng-White Night e da un film omonimo giapponese del 2011 con Maki Horikita nella parte di Yukiho: è inedita in Italia.

## Trama
Ryoji è un bambino impacciato, timido e insicuro, un po' sovrappeso: un bambino solo lasciato a se stesso, la madre si tiene come amante uno dei dipendenti dell'azienda di cui è a capo il marito. Il padre del piccolo è un uomo apparentemente scialbo, vuoto e privo di attrattive; Ryoji, anche per sfuggire a questa situazione ambientale difficile, si rifugia sempre più spesso alla biblioteca di quartiere, dove si mette a leggere in ordine alfabetico i volumi dell'enciclopedia.
Qui incontrerà una bambina della sua stessa età dallo sguardo altrettanto solo e gli occhi tristi, immersa anche lei nella lettura, così meravigliosamente isolata dal mondo e da tutte le difficili verità da accettare della realtà circostante: Ryoji ne è immediatamente attratto e cerca di fare amicizia, sotto il benevolo sguardo della bibliotecaria. Stranamente però, appena vede il padre di Ryoji, la bambina scappa via intimorita.
La madre di Yukiho è un'ubriacona alcolizzata che vive sola senza alcuna prospettiva nel futuro; quando aveva l'età della figlia è stata costretta dalla madre a prostituirsi per denaro, e la stessa cosa sta facendo ora lei: la donna vende il corpo della piccola Yukiho a uomini adulti e a vecchi maniaci in cambio di qualche soldo. Il padre di Ryoji è uno di questi.
Il bambino, che s'era subito trovato a suo agio vicino a lei (e questa cosa era la prima volta che gli accadeva) non riesce a spiegarsi il motivo perché di punto in bianco l'amichetta rifiuti d'incontrarlo e parlargli: teme d'averla in qualche modo offesa senza essersene accorto e ne soffre.
Un giorno di pioggia scorge dall'altra parte della strada Yukiho trascinata per la mano dalla madre, e decide di seguirle senza farsi notare: entrano così in un edificio in costruzione i cui lavori sono stati temporaneamente abbandonati. La donna fa entrare la figlia all'interno d'una specie di magazzino e poi se ne va. Ryoji trova una finestrella e si arrampica per vedere cosa stia succedendo all'interno; scorge di spalle un uomo che sta scattando delle fotografie ad una bambina stesa nuda su un tavolaccio. La bambina è Yukiho; poco dopo l'uomo si volta e Ryoji rimane sconvolto nel vedere la faccia del padre.
Entrato nello stanzone il bambino chiede ancora sotto choc al padre cosa sta facendo, il quale tenta di dargli delle confuse spiegazioni: senza quasi rendersene del tutto conto finisce che Ryoji colpisca il padre con un paio di forbici che portava sempre con sé (che usava per tagliar fogli di carta per farne disegni e contorni di figure, una specie di origami), diritto al cuore. L'uomo stramazza al suolo con le forbici conficcate nel petto.
Yukiho, che intanto s'è alzata e rivestita, prende allora subito in mano la situazione, con una decisione ed una freddissima intelligenza che di certo stupiscono per la sua età; rassicura Ryoji. Si promettono così, accanto al cadavere ancora caldo ai loro piedi, fedeltà eterna: scappano utilizzando lo stretto condotto di ventilazione, dopo aver chiuso la finestra per cui era entrato il bambino e lasciata la porta serrata dall'interno.
Giunge la polizia ed immediatamente si avviano le indagini. Appena saputa la notizia la madre di Yukiho, anche se perennemente sbronza, immagina subito che possa esser stata la figlia ad aver commesso il delitto: a questo punto la bambina, per la prima volta, mette in atto un piano reputato da lei infallibile per stornar definitivamente i sospetti che potrebbero sorgere su Ryoji. Mette dei sonniferi nella bottiglia d'alcol della madre e, appena la vede addormentata, apre il gas dal fornello della cucina.
Inscenato il suicidio della madre dichiara ch'ella s'è tolta la vita, ed ha tentato d'uccidere anche lei, dopo aver assassinato il padre di Ryoji per motivi legati ai soldi e alla prostituzione: Yukino diviene così la figlia dell'assassina, mentre Ryoji è il figlio della vittima. Il detective incaricato delle indagini, e che s'è subito preso a cuore la faccenda, l'ascolta attentamente e rimane notevolmente impressionato dalla forza di carattere e serenità, quasi al limite della spietatezza, di quell'undicenne oramai orfana e sola al mondo.
I due bambini sono costretti a separarsi, lei finisce temporaneamente in un orfanotrofio gestito da religiosi prima d'essere adottata da una ricca signora. In seguito si verrà a sapere che uno dei sorveglianti aveva tentato d'usarle violenza sui banchi della chiesa davanti alla statua della Madonna: per questo Yukiho tornerà poi assieme a Ryoji in quella stessa chiesa accusando essere tutte le "parole di Dio" niente altro che menzogne e finendo per scaraventare il pesante crocifisso dell'altare contro le vetrate intarsiate della finestra mandandola in frantumi.
Passano così sette anni, ed entrambi ora ne hanno diciotto, giungono ad incontrarsi nello stesso luogo ove s'erano lasciati, ovverosia alla stazione. Per vendicarsi d'una compagna che la perseguita, chiede a Ryoji di aggredirla, imbavagliarla e fotografarla nuda; fanno sì poi che venga accusato del fatto un ragazzo fotografo dilettante ch'era entrato in possesso d'alcune foto che ritraevano il padre di Ryoji che si appartava assieme alla piccola Yukiho, e che aveva tentato di ricattarlo.
Intanto l'ex amante della madre di Ryoji, Isamu, sceglie di far la vita del mantenuto sfruttatore, costringendo Ryoji a vendersi a ore a donne sole danarose in cerca di strane emozioni. Durante uno di questi festini una delle donne finisce morta per cause naturali; per non far rivelare il Dna di chi era con lei in quel momento (l'amico Tomohiko) Ryoji consigliato da Yukiho, arriva al punto d'aver un rapporto sessuale col cadavere (necrofilia) ancora caldo.
Un'altra delle donne sole e tristi che partecipavano a quei festini organizzati da Isamu è un'impiegata di banca: Ryoji e Tomohiko se ne assicurano la complicità, si fanno passare tutti i numeri delle carte di credito dell'istituto finanziario, le duplicano e rubano tutti i soldi depositati. Ryoji poi passa la sua parte nel conto dell'amata.
In seguito Yukiho si trova a frequentare una scuola di danza e qui ha subito una cotta per il bel Kazunari; lui però le preferisce l'amica Eriko, e questo non fa altro che scatenare la terribile vendetta di quella che oramai si dichiara grande ammiratrice e discepola di vita di Scarlett/Rossella O'Hara: Via col vento è difatti uno dei libri preferiti e continuamente letto da Yukiho, e successivamente anche da Ryoji.
La storia prosegue, con Ryoji ormai stabilmente addentro al mondo della delinquenza, fino ad aver contatti anche con la mafia; con Isamu che cerca di fargli da tutore benevolo sguazzando sempre più felice all'interno di quell'ambiente (riesce perfino ad aprire un locale di dubbia fama); con la madre di Ryoji che coi soldi dell'assicurazione sulla vita del marito ha aperto un bar, nello stesso stanzone dov'era stato colpito a morte l'uomo; con Yukiho che prosegue la propria vita alla luce del sole (a differenza di Ryoji) apparentemente felice, serena e soddisfatta della propria esistenza.
Anche dopo essere passati molti anni Ryoji, che ha sempre continuato a dare tutto se stesso alla ragazza che ama, cerca una qualche base solida per costruire una vita in comune per il futuro con l'unica donna che abbia mai amato. Per proteggere Yukino ed innalzare la sua qualità di vita il ragazzo entra nel mondo della malavita e della truffa.
Un crimine li lega, la condivisione di un doloroso destino li avvolge. Si spingeranno sempre più avanti (sempre più in fondo), non riuscendo più a fermarsi (sempre più in basso), quasi ebbri di quel senso di pericolo, rischio ed impunità che il fato sembra voler continuare ad accordare loro; anche se il vecchio poliziotto, ora investigatore privato, continua a stargli alle calcagna facendogli sentire il fiato addosso.
Ad un certo punto il giovane collega del poliziotto riesce a beccare con le mani nel sacco Isamu, ma non fa in tempo ad ammanettarlo perché viene da questi accoltellato: proprio in quel momento giunge Ryoji che, sotto gli occhi esterrefatti della madre, infilza Isamu con le stesse forbici (che ha sempre conservato, come fossero un simbolo o feticcio) utilizzate a suo tempo per uccidere il padre.
Man mano che il tempo passa e più la relazione tra Ryoji e Yukiho si fa morbosa e "intimamente malata", al limite della simbiosi o dipendenza psicologica sadomasochistica reciproca.
Yukiho riesce a farsi sposare da Makoto ed apre una boutique che chiama "R & Y", assistita dalla collega Rioko. Ryoji, che si è creato una nuova ed impeccabile identità, dopo esser riuscito a procurarsi un certificato di morte, entra con successo nel mondo degli affari: tutto sembra correre sempre più velocemente verso la nemesi finale.

## Personaggi
- Ryōji Kirihara (桐原亮司?, Kirihara Ryōji), interpretato da Takayuki Yamada

18-25 anni nel dorama. Viene instradato dall'ex amante della madre prima nel giro della prostituzione maschile e poi nel mondo della truffa e della contraffazione di software di videogame. Diventa dipendente professionista d'un'azienda di produzione di software con un'identità falsa che gli è stata procurata da Yukiho.
Ha la passione di far figure ritagliando la carta; le forbici che utilizzava da bambino per questi suoi lavoretti saranno l'arma del delitto. Si considera il Retth Butler, amante e complice di Rossella O'Hara, della situazione.
- Yukiho Karasawa (唐沢雪穂?, Karasawa Yukiho), interpretata da Haruka Ayase

18-26 anni nel dorama. Figlia di colei che è stata ufficialmente considerata responsabile dell'omicidio di Yosuke; una ragazza dal carattere calmo e freddo sempre imperturbabile. Adottata da Reiko dopo aver trascorso un periodo di tempo in un orfanotrofio religioso cristiano; dal portamento elegante ed educato, cerca sempre d'ottener ciò che vuole, anche a costo d'usare gli altri come oggetti. Ha una grande ammirazione per il personaggio di Rossella O'Hara, la protagonista di Via col vento (libro di cui è un'appassionata lettrice).
- Junzō Sasagaki (笹垣潤三?, Sasagaki Junzō), interpretato da Tetsuya Takeda

detective di mezza età che fin dal principio, come responsabile delle indagini, dubita fortemente di Yukiho e Ryoji, anche se questi sono solo dei bambini. Appartenente alla divisione investigativa della sezione penale della prefettura di Osaka, continuerà a seguire ossessivamente nel corso degli anni le tracce dei due ragazzi, provocando con ciò altri drammi tra le persone a lui più care.
Cita spesso le preghiere del Buddha, di cui è devoto: la fine della propria ricerca coincide con quella di Ryoji, come segno d'imperscrutabile giustizia celeste.
- Hisashi Koga (古賀久志?, Koga Hisashi), interpretato da Kōtarō Tanaka

Vice di Junzo e suo più stretto e fedele collaboratore nelle indagini nel corso degli ultimi anni, morirà accoltellato per mano di Isamu. Oltre che suo collega, era anche parente di Junzo, avendone sposato una nipote, da cui ha avuto un bambino.
- Yōsuke Kirihara (桐原洋介?, Kirihara Yōsuke), interpretato da Mitsuru Hirata

Padre pervertito ma affezionato di Ryoji; gli piace fotografare di nascosto bambine nude, e per questo paga la madre di Yukiho. Finisce ammazzato all'interno d'un palazzo in costruzione a colpi di forbici dal figlio undicenne che l'ha scoperto.
- Mikiko Kirihara (桐原弥生子?, Kirihara Yaeko), interpretata da Yumi Aso

Madre di Ryoji, prima prostituta e amante di Isamu, poi proprietaria di bar alcolizzata e piena di sensi di colpa. Ha aperto il suo locale nella stessa stanza in cui è morto assassinato il marito: finisce suicida dopo aver cercato di coprire in tutti i modi il figlio.
- Isamu Matsuura (松浦勇?, Matsuura Isamu), interpretato da Atsuro Watabe

Prima amante segreto della madre di Ryoji e dipendente del padre, poi ricattatore che introduce il ragazzo nel mondo della delinquenza, dopo averlo costretto per un periodo anche alla prostituzione. Diventa così nel tempo il suo 'manager' lavorando dietro le quinte come mediatore; un carattere abbastanza vigliacco ma che non risulta alla fine cattivo.
Sarà assassinato da Ryoji con le stesse forbici utilizzate per ammazzare il padre e seppellito nel giardino di casa di Yukiho, sotto l'aiuola dei cactus.
- Fumiyo Nishimoto (西本文代?, Nishimoto Fumiyo), interpretata da Michiko Kawai

Madre biologica e ubriacona di Yukiho. Sarà prima avvelenata e poi asfissiata col gas dalla figlia undicenne. Diventa così dopo morta il capro espiatorio per il delitto di Yosuke.
- Reiko Karasawa (唐沢礼子?, Karasawa Reiko), interpretata da Kaoru Yachigusa

Anziana e benestante madre adottiva di Yukiho. Una signora buona e gentile, sempre pacata e serena che si preoccupa sinceramente del benessere della figlia: alla fine però verrà a sapere troppo sul conto di Yukiho, ed anche lei morirà per mano di Ryoji in ospedale.
- Michihiro Kikuchi (菊池道広?, Kikuchi Michihiro), interpretato da Kei Tanaka

Giovane fotografo dilettante e compagno di scuola di Ryoji; sospetta la verità e cerca di ricattare il ragazzo il quale però con l'aiuto di Yukiho si vendica.
- Miyako Fujimura (藤村都子?, Fujimura Miyako), interpretata da Momoko Kurasawa

Compagna di classe di Yukiho. Invidiosa della sua apparente serenità, inizialmente la perseguiterà con atti di bullismo, ma sarà infine lei stessa aggredita e fatta violentare da Ryoji.
- Eriko Kawashima (川島江利子?, Kawashima Eriko), interpretata da Chihiro Ōtsuka

Compagna di liceo di Yukiho e sua unica vera e sincera amica, questo fino a quando non dimostrerà interesse nei confronti di Kazunari, attirandosi così addosso la gelosa vendetta di Yukiho.
- Tomohiko Sononmura (園村友彦?, Sonomura Tomohiko), interpretato da Keisuke Koide

Amico e complice di Ryoji, sempre più immischiato nei suoi traffici, prima come collega gigolò e poi nell'ambito della truffa.
- Namie Nishiguchi (西口奈美江?, Nishiguchi Namie ), interpretata da Kaoru Okunuki

Impiegata di banca conosciuta da Ryoji durante un festino per donne sole. Passa al ragazzo tutti i numeri delle carte di credito dell'istituto dove è impiegata per permettergli così di falsificarne la contabilità; finirà male, tradita dal giovane amante.
- Kazunari Shinozuka (篠塚一成?, Shinozuka Kazunari), interpretato da Takashi Kashiwabara

Figlio del padrone di una delle più importanti industrie farmaceutiche del paese. Aveva lavorato come insegnante alla scuola di ballo frequentata da Yukiho: appena la ragazza lo incontra se ne innamora e lo vorrebbe per sé, anche perché vede che lui stesso sta leggendo Via col vento. Lui però le preferisce l'amica Eriko. Fatto questo che scatenerà la fredda e terribile vendetta di Yukiho.
- Makoto Takamiya ((高宮誠?, Takamiya Makoto), interpretato da Shun Shioya

Caro amico di Kazunari e compagno di Yukiho alla scuola di danza. In seguito si sposeranno, ma egli si pentirà presto della scelta fatta in quanto capisce d'esser stato ingannato; proverà a sua volta ad ingannar, senza molto successo, Yukiho. Lavora in una società che fabbrica componenti elettronici.
- Misawa Chizuru, interpretata da Hitomi Sato

Amica di Makoto e sua vecchia fiamma; lui nei suoi confronti prova un sentimento non corrisposto. Sarà inconsapevolmente al centro di una delle trame di Yukiho e Ryoji.
- Noriko Kurihara (栗原典子?, Kurihara Noriko), interpretata da Naomi Nishida

Farmacista che lavora all'ospedale cittadino. Avrà una relazione con Ryoji, ma lui la sta usando soltanto per potersi procurare dei veleni: finisce per aver un bambino da lui.
- Mafumi Taniguchi (谷口真文?, Taniguchi Mafumi), interpretata da Kimiko Yo

Bibliotecaria e buona amica e confidente sia di Ryoji che di Yukiho, fin da quando questi erano bambini.
- Riko Kotake, interpretata da Seina Kasugai

Collega di Yukiho alla boutique che questa riesce ad aprire, la "R & Y".
- Yuuki Izumisawa - Ryoji a 11 anni (epi 1).
- Mayuko Fukuda - Yukiho Nishimoto (西本雪穂 ?, Nishimoto Yukiho) (poi Karasawa) a 11 anni (epi 1).
- Erika Okuda - insegnante alla scuola di danza frequentata da Yukiho e Miyako. È l'ex fidanzata di Kazunari.
- Hiroshi Matoba - capo della yakuza.
- Isao Takeno - gestore della taverna di proprietà di Matsuura.

### Star ospiti
- Takayuki Godai - ispettore di polizia (ep1)
- Natsumi Nishida - studentessa del liceo frequentato da Yukiho (ep2)
- Yuichi Akiyoshi (秋吉雄一?, Akiyoshi Yūichi), interpretato da Hiroyuki Onoue

amico di Michihiro e suo complice. (ep2)
- Yoshie Otsuka - madre di Miyako (ep2-3)
- Nao Yamauchi - personale della biblioteca (ep2,4-5,7)
- Mayuko Nishiyama - moglie di Hisashi (ep2,5-6,8)
- Shohei Fujimori - agente di polizia (ep3)
- Kota Mizumori - ispettore di polizia (ep3)
- Osamu Mukai - prostituto "collega" di Ryoji. (ep3)
- Mirei Asaoka (ep3)
- Koji Matoba - Enomoto Hiroshi (ep3)
- Jun Suzuki (attore) (ep4)
- Chieko Harada - madre di Eriko (ep6)
- Kei Sunaga - ufficiale di polizia (ep7,11)
- Toshihiro Yashiba - cliente alla società di software in cui lavora Ryoji (ep8)
- Masataka Fujishige - presidente della società di software (ep8)
- Yuka Hirata (ep8,11)
- Kazuyo Aoki (ep9)
- Masao Mukai (ep11)
- Ayako Omura - impiegata alla boutique di proprietà di Yukiho (ep11)
- Ryohei Abe

## Episodi
| Nº | Titolo internazionale Giapponese 「Kanji」 - Rōmaji | In onda          | In onda |
| Nº | Titolo internazionale Giapponese 「Kanji」 - Rōmaji | Giapponese       |         |
| 1  | Why did the boy...? Why did the girl...? The story of a grand love and despair that spanned fourteen years 「東野圭吾記念碑的名作奇跡のドラマ化!! 少年はなぜ父を? 少女はなぜ母を? 14年間の壮大な愛と絶望の物語」 - Higashino kei ware kinenhi teki meisaku kiseki no dorama ka!! shōnen hanaze chichi wo? shōjo hanaze haha wo? 14 nenkan no sōdai na ai to zetsubō no monogatari | 12 gennaio 2006  |         |
| 2  | In a doomed future 「閉ざされた未来に」 - Toza sareta mirai ni | 19 gennaio 2006  |         |
| 3  | The last light 「さよならの光」 - Sayonarano hikari | 26 gennaio 2006  |         |
| 4  | Crime and punishment 「罪と罰」 - Tsumi to batsu | 2 febbraio 2006  |         |
| 5  | The two go their separate ways 「決別する二人」 - Ketsubetsu suru futari | 9 febbraio 2006  |         |
| 6  | End of the midnight sun 「白夜の終わり」 - Byakuya no owari | 16 febbraio 2006 |         |
| 7  | The beautiful ghost's resolution 「美しき亡霊の決意」 - Utsukushi ki bōrei no ketsui | 23 febbraio 2006 |         |
| 8  | The dream of flowers blooming in mud 「泥に咲いた花の夢」 - Doro ni sai ta hana no yume | 2 marzo 2006     |         |
| 9  | A past that slipped through the cracks 「こぼれ落ちた過去」 - Kobore ochi ta kako | 9 marzo 2006     |         |
| 10 | The crimes of the past come to light 「開く過去の扉」 - Hiraku kako no tobira | 16 marzo 2006    |         |
| 11 | After the midnight sun 「白夜の果て」 - Byakuya no hate | 23 marzo 2006    |         |

## Sigla
Kage di Kou Shibasaki